# Kerry McCoy

Zawodnik Penn State Nittany Lions

Kerry R. McCoy (ur. 2 sierpnia 1974) – amerykański zapaśnik w stylu wolnym. Dwukrotny olimpijczyk. Piąte miejsce w Sydney 2000 w kategorii do 120 kg i siódme w Atenach 2004 w wadze do 130 kg. Srebrny medalista mistrzostw świata w 2003. Złoty medalista igrzysk panamerykańskich z 2003. Dwukrotny złoty medalista na mistrzostwach panamerykańskich w 1993 i 2000 roku. Drugi na Igrzyskach dobrej woli w 1998. Pierwsze miejsce w Pucharze Świata w 1999, 2000, 2001 i 2002; trzecie w 2003 roku.
Zawodnik Longwood High School z hrabstwa Suffolk i Pennsylvania State University. Trzykrotnie mistrzostwo w Big Ten (1994,95,97). Dwukrotny mistrz NCAA z 1994 i 1997; trzeci w 1995 roku. Trener University of Maryland.